# Inge de Jong
Inge de Jong (6 juni 1976) is een Nederlandse atlete die zich richt op de middellange en lange afstand en in het veldlopen. In 2010 veroverde zij haar eerste nationale hardlooptitel op de 10.000 m.

## Loopbaan
De Jong deed vroeger aan turnen en voetballen met haar broers. Ze was sportief en begon met hardlopen op haar vijftiende. Ze liep in 1999 haar eerste wedstrijd, de halve marathon van Egmond. Vanaf 2005 begon ze fanatieker te trainen waarna ze lid werd van AV Zaanland. In 2008 maakte ze de stap naar Team Distance Runners.
Haar grote looptalent bevestigde ze in 2009 tijdens het Nederlands kampioenschap halve marathon waar ze de zilveren medaille won.
In 2010 werd ze Nederlands kampioene op de 10.000 m outdoor. Tevens won ze dat jaar brons op de 5.000 meter. Op het Nederlands kampioenschap halve marathon won ze brons en zilver op het Nederlands kampioenschap marathon.
In Zweden won ze zilver in de 30 km lange veldloop tijdens de Lidingoloppet.
In 2011 won de Jong de zilveren medaille op het Nederlandse kampioenschappen atletiek veldlopen. Op de 10 km van Groet uit Schoorl werd ze derde.
De Jong werd in 2015 eerste Nederlandse tijdens de Marathon van Amsterdam in een tijd van 2:37.08.
In 2016 werd ze Nederlands kampioene halve marathon. Tijdens het NK veldlopen won ze brons.
Ze is werkzaam als leerkracht basisonderwijs, taalcoördinator en beleidsmedewerker.

### Vereniging
Inge de Jong is tegenwoordig lid van de Heiloose atletiekvereniging AV Trias.

## Nederlandse kampioenschappen
| Onderdeel      | Jaar |
| -------------- | ---- |
| 10.000 m       | 2010 |
| halve marathon | 2016 |

## Persoonlijke records
Baan
| Afstand  | Prestatie | Datum        | Plaats    |
| -------- | --------- | ------------ | --------- |
| 1500 m   | 4.43,71   | 28 mei 2011  | Duffel    |
| 3000 m   | 9.27,78   | 10 juli 2015 | Utrecht   |
| 5000 m   | 16.19,94  | 3 juli 2010  | Oordegem  |
| 10.000 m | 36.17,39  | 23 mei 2010  | Amsterdam |

Weg
| Afstand        | Prestatie | Datum             | Plaats    |
| -------------- | --------- | ----------------- | --------- |
| 10 km          | 34.03     | 13 februari 2011  | Schoorl   |
| 10 EM          | 56.40     | 20 september 2015 | Amsterdam |
| halve marathon | 1:15.20   | 20 maart 2016     | Venlo     |
| marathon       | 2:33.20   | 10 april 2016     | Rotterdam |

## Palmares

### 3000 m
- 2008:  Harry Schulting Games in Vught - 9.52,58

### 5000 m
- 2009: 6e NK in Amsterdam - 17.56,66
- 2010:  NK in Amsterdam - 16.39,86
- 2012: 8e NK in Amsterdam - 17.39,10
- 2015:  iFam Outdoor Meeting in Oordegem - 16.30,26
- 2015: 5e NK in Amsterdam - 16.47,23

### 10.000 m
- 2010:  NK in Helmond - 36.17,39

### 10 km
- 2006:  Rondje in Bergen - 39.56
- 2007: 25e NK in Schoorl - 38.38
- 2007: 14e Parelloop - 38.45
- 2008: 13e NK in Schoorl - 37.04
- 2008: 5e Nike City Run in Hilversum - 36.37
- 2008:  Hemmeromloop - 37.38
- 2009: 4e Groet uit Schoorl Run - 35.42
- 2009: 15e NK in Tilburg - 36.47
- 2010: 7e NK in Tilburg - 35.42
- 2011:  Groet uit Schoorl Run - 34.03
- 2013: 4e Hemmeromloop - 36.17
- 2015: 4e Hemmeromloop - 35.01
- 2015: 16e NK in Schoorl - 35.24
- 2016: 9e NK in Schoorl - 35.33
- 2017: 19e Tilburg Ladies Run - 36.33
- 2017: 4e Hemmeromloop - 36.15
- 2018: 14e NK in Schoorl - 36.28
- 2018: 19e Tilburg Ladies Run - 38.22

### 15 km
- 2010: 7e Zevenheuvelenloop - 52.59

### 10 Eng. mijl
- 2008: 15e Dam tot Damloop - 59.52
- 2009: 14e Dam tot Damloop - 1:00.48
- 2010: 13e Dam tot Damloop - 57.22
- 2017: 18e Dam tot Damloop - 58.42

### 20 km
- 2015:  20 van Alphen - 1:15.12

### halve marathon
- 2008: 5e NK in Den Haag - 1:21.06 (8e overall)
- 2009: 8e halve marathon van Egmond - 1:22.07
- 2009:  NK in Den Haag - 1:16.12 (5e overall)
- 2009:  Berenloop - 1:18.28
- 2010: 5e City-Pier-City Loop - 1:15.28
- 2010:  NK in Breda - 1:18.02 (6e overall)
- 2011: 9e halve marathon van Egmond - 1:17.30
- 2011: 10e City-Pier-City Loop - 1:18.13
- 2011: 7e NK in Breda - 1:21.23 (10e overall)
- 2012: 15e halve marathon van Egmond - 1:17.43
- 2012:  V35 NK in Venlo - 1:21.04 (10e overall NK)
- 2012:  halve marathon van Texel - 1:20.55
- 2013:  V35 NK in Venlo - 1:17.49 (6e overall NK)
- 2014: 7e NK in Den Haag - 1:18.12 (7e overall)
- 2015: 5e Venloop - 1:17.07 (1e V35)
- 2016: 12e halve marathon van Egmond - 1:26.31
- 2016:  City-Pier-City Loop - 1:15.24
- 2016: 8e Venloop - 1:15.20 (1e V35)
- 2017: 21e halve marathon van Egmond - 1:27.19
- 2017: 12e Venloop - 1:21.12
- 2018: 18e halve marathon van Egmond - 1:23.18 (1e V40)
- 2019: 15e halve marathon van Egmond - 1:25.19

### 30 km
- 2013:  Groet Uit Schoorl Run - 2:04.05

### marathon
- 2010:  NK in Rotterdam - 2:40.55 (13e overall)
- 2010: 9e marathon van Amsterdam - 2:38.00
- 2012: 11e marathon van Utrecht - 2:51.01
- 2012: 4e NK in Eindhoven - 2:41.40 (6e overall)
- 2015: 6e marathon van Amsterdam - 2:37.08
- 2016: 7e marathon van Rotterdam - 2:33.20
- 2023: 14e NK in Rotterdam - 2:55.33  V45

### veldlopen
- 2009: 5e Sylvestercross in Soest - 23.50
- 2010:  Lidingöloppet - 2:02.04
- 2011:  NK in Hellendoorn - 30.27
- 2015: 4e Mastboscross in Breda - 29.18
- 2016: 4e Mastboscross in Breda - 27.43
- 2016:  NK in Oldenzaal - 28.50
- 2017: 5e NK in Amsterdam - 28.25
- 2018: 8e NK in Amsterdam - 41.24